# Tolla
Tolla (en cors Todda) és un municipi francès, situat a la regió de Còrsega, al departament de Còrsega del Sud. L'any 1999 tenia 98 habitants.

## Demografia
| 1962 | 1968 | 1975 | 1982 | 1990 | 1999 |
| ---- | ---- | ---- | ---- | ---- | ---- |
| 169  | 233  | 185  | 115  | 85   | 98   |

## Administració
| Període | Identitat             | Partit | Qualitat |
| ------- | --------------------- | ------ | -------- |
| 2001-   | Jean-Baptiste Casalta |        |          |